# Влостово
Влостово (пол. Włostowo) — остановочный пункт железной дороги (платформа) в селе Хвалково (польск. Chwałkowo) в гмине Кробя, в Великопольском воеводстве Польши. Бывшая товарно-пассажирская станция. Имеет 2 платформы и 2 пути.
Остановочный пункт на железнодорожной линии Лодзь-Калиская — Форст, построен в 1888 году, когда эта территория была в составе Германской империи.
Станционное здание используется по назначению. В конце 1995 года кассу закрыли, а на железнодорожном и автомобильном переезде сняли шлагбаумы.